# Festival RTP da Canção 1964
O I Grande Prémio TV da Canção 1964 foi o primeiro Festival RTP da Canção e teve lugar no dia 2 de Fevereiro de 1964 nos Estúdios do Lumiar, em Lisboa.
Maria Helena Fialho Gouveia e Henrique Mendes foram os apresentadores do festival, que foi ganho por António Calvário com a canção Oração.

## Local
O Grande Prémio TV da Canção 1964 ocorreu em Lisboa. Lisboa é a capital de Portugal e a cidade mais populosa do país. Tem uma população de 506 892 habitantes, dentro dos seus limites administrativos. Na Área Metropolitana de Lisboa, residem 2 821 697 pessoas (2011), sendo por isso a maior e mais populosa área metropolitana do país. Lisboa é o centro político de Portugal, sede do Governo e da residência do chefe de Estado. É o "farol da lusofonia" (Daus): a Comunidade dos Países de Língua Portuguesa (CPLP) tem a sua sede na cidade. É ainda a capital mais a ocidente do continente europeu na costa atlântica.
O festival em si realizou-se nos Estúdios do Lumiar, a então sede da RTP desde 1957 e antigos estúdios da Tóbis Portuguesa.

## Votação
Cada júri distrital dispunha de 15 votos a distribuir pelas canções que pretendesse premiar.
Havia também um escrutinador no local, encarregado de monitorizar o processo de votação e controlar os resultados, estando sentado ao lado de dois assistentes. Após cada júri distrital revelar os seus votos, o escrutinador procedia à leitura da votação parcial.

## Participantes
A tabela seguinte apresenta as 8 canções originais que participaram nesta edição do Grande Prémio TV da Canção, juntamente com os intérpretes, autores da letra e compositores.
| #  | Canção                         | Intérprete         | Música                          | Letra                                  |
| -- | ------------------------------ | ------------------ | ------------------------------- | -------------------------------------- |
| 1  | "Oração"                       | António Calvário   | João Nobre                      | Rogério Bracinha e Francisco Nicholson |
| 2  | "Foi sonho"                    | Artur Garcia       | Esteves Graça                   | Manuela de Moura Sá Teles Santos       |
| 3  | "Na tua carta"                 | Madalena Iglésias  | João Andrade Santos             | Manuela de Moura Sá Teles Santos       |
| 4  | "Olhos nos olhos"              | Simone de Oliveira | Carlos Canelhas                 | António Antão                          |
| 5  | "Tirano Gentil"                | Gina Maria         | José Pereira Mesquita           | Manuela de Moura Sá Teles Santos       |
| 6  | "Finalmente"                   | Artur Garcia       | Jorge Machado                   | António José                           |
| 7  | "Manhã"                        | Guilherme Kjölner  | José Pereira Mesquita           | Manuela de Moura Sá Teles Santos       |
| 8  | "Amar é ressurgir"             | Simone de Oliveira | João Andrade Santos             | Manuela de Moura Sá Teles Santos       |
| 9  | "Minha luz brilhou"            | Gina Maria         | João Andrade Santos             | Manuela de Moura Sá Teles Santos       |
| 10 | "Para cantar Portugal"         | António Calvário   | Jaime Filipe e Tavares Belo     | Artur Ribeiro                          |
| 11 | "Lindo par"                    | Guilherme Kjölner  | António Galvão Lucas            | António Galvão Lucas                   |
| 12 | "Balada das palavras perdidas" | Madalena Iglésias  | António Ruiz de Almeida Garrett | Nuno Fradique                          |

## Festival
A realização do primeiro Grande Prémio TV da Canção Portuguesa. Um acontecimento ímpar em Portugal até então, e que se revestiu de enorme expectativa. Apesar das condições "poupadas" que marcaram esta primeira realização do evento, a verdade é que durante muito tempo o brilho das luzes e o glamour do espectáculo fizeram a delícia das conversas de rua e de café.
Apesar do cantor, letristas, compositor e todos os envolvidos na representação portuguesa quererem dar o seu melhor, a verdade é que os jornalistas estrangeiros estavam mais interessados no facto de Portugal, em 1964, estar ainda sob os ferros da ditadura Salazarista. Não se sabe se foi por essa razão que Portugal não obteve qualquer ponto, mas foi decerto constrangedor e frustrante. Contudo, a apaziguar a situação, também a Alemanha Ocidental, a ex-Jugoslávia e a Suíça não obtiveram qualquer ponto.
| #   | Artista            | Canção                         | Lugar | Pontos |
| --- | ------------------ | ------------------------------ | ----- | ------ |
| 1º  | António Calvário   | "Oração"                       | 1º    | 79     |
| 2º  | Artur Garcia       | "Foi sonho"                    | 10º   | 0      |
| 3º  | Madalena Iglésias  | "Na tua carta"                 | 10º   | 0      |
| 4º  | Simone de Oliveira | "Olhos nos olhos"              | 3º    | 53     |
| 5º  | Gina Maria         | "Tirano Gentil"                | 7º    | 6      |
| 6º  | Artur Garcia       | "Finalmente"                   | 8º    | 2      |
| 7º  | Guilherme Kjölner  | "Manhã"                        | 4º    | 31     |
| 8º  | Simone de Oliveira | "Amar é ressurgir"             | 8º    | 2      |
| 9º  | Gina Maria         | "Minha luz brilhou"            | 10º   | 0      |
| 10º | António Calvário   | "Para cantar Portugal"         | 6º    | 11     |
| 11º | Guilherme Kjölner  | "Lindo par"                    | 2º    | 56     |
| 12º | Madalena Iglésias  | "Balada das palavras perdidas" | 5º    | 30     |

### Resultados
O júri distrital esteve sedeado nas 18 capitais de distrito de Portugal Continental e foi chamado a votar, segundo a ordem alfabética dos respetivos distritos.
| Júris                        | Canções Pontuadas | Canções Pontuadas | Canções Pontuadas | Canções Pontuadas | Canções Pontuadas | Canções Pontuadas | Canções Pontuadas | Canções Pontuadas | Canções Pontuadas | Canções Pontuadas | Canções Pontuadas | Canções Pontuadas |
| ---------------------------- | ----------------- | ----------------- | ----------------- | ----------------- | ----------------- | ----------------- | ----------------- | ----------------- | ----------------- | ----------------- | ----------------- | ----------------- |
| Júris                        | 1                 | 2                 | 3                 | 4                 | 5                 | 6                 | 7                 | 8                 | 9                 | 10                | 11                | 12                |
| Distrito de Aveiro           | 1                 |                   |                   | 5                 |                   |                   |                   |                   |                   |                   | 8                 | 1                 |
| Distrito de Beja             | 1                 |                   |                   |                   | 1                 |                   | 1                 |                   |                   | 1                 | 3                 | 8                 |
| Distrito de Braga            | 2                 |                   |                   | 1                 |                   |                   | 4                 |                   |                   | 5                 | 3                 |                   |
| Distrito de Bragança         | 5                 |                   |                   | 1                 | 2                 |                   | 1                 |                   |                   | 3                 | 1                 | 2                 |
| Distrito de Castelo Branco   | 5                 |                   |                   | 3                 |                   |                   | 3                 | 1                 |                   |                   | 3                 |                   |
| Distrito de Coimbra          | 2                 |                   |                   |                   |                   |                   |                   |                   |                   | 1                 | 12                |                   |
| Distrito de Évora            | 7                 |                   |                   | 1                 |                   |                   | 1                 |                   |                   |                   | 6                 |                   |
| Distrito de Faro             | 9                 |                   |                   |                   | 1                 |                   | 2                 |                   |                   |                   | 3                 |                   |
| Distrito de Guarda           | 8                 |                   |                   | 3                 |                   |                   | 3                 |                   |                   |                   | 1                 |                   |
| Distrito de Leiria           | 1                 |                   |                   | 14                |                   |                   |                   |                   |                   |                   |                   |                   |
| Distrito de Lisboa           | 1                 |                   |                   | 6                 | 1                 | 1                 | 1                 |                   |                   |                   | 4                 | 1                 |
| Distrito de Portalegre       | 2                 |                   |                   | 3                 |                   |                   | 3                 |                   |                   |                   | 3                 | 4                 |
| Distrito de Porto            | 5                 |                   |                   | 1                 |                   |                   | 2                 |                   |                   |                   | 1                 | 6                 |
| Distrito de Santarém         | 3                 |                   |                   | 2                 | 1                 |                   | 1                 | 1                 |                   | 1                 | 4                 | 2                 |
| Distrito de Setúbal          | 6                 |                   |                   | 4                 |                   |                   | 5                 |                   |                   |                   |                   |                   |
| Distrito de Viana do Castelo | 9                 |                   |                   |                   |                   |                   | 3                 |                   |                   |                   | 3                 |                   |
| Distrito de Vila Real        | 10                |                   |                   | 1                 |                   |                   |                   |                   |                   |                   | 1                 | 3                 |
| Distrito de Viseu            | 2                 |                   |                   | 8                 |                   | 1                 | 1                 |                   |                   |                   |                   | 3                 |
| Total                        | 79                | 0                 | 0                 | 53                | 6                 | 2                 | 31                | 2                 | 0                 | 11                | 56                | 30                |
| Lugar                        | 1º                | 10º               | 10º               | 3º                | 7º                | 8º                | 4º                | 8º                | 10º               | 6º                | 2º                | 5º                |
| Júris                        | 1                 | 2                 | 3                 | 4                 | 5                 | 6                 | 7                 | 8                 | 9                 | 10                | 11                | 12                |
| Júris                        | Canções Pontuadas |                   |                   |                   |                   |                   |                   |                   |                   |                   |                   |                   |

| Júris                        | Canções Pontuadas | Canções Pontuadas | Canções Pontuadas | Canções Pontuadas | Canções Pontuadas | Canções Pontuadas | Canções Pontuadas | Canções Pontuadas | Canções Pontuadas | Canções Pontuadas | Canções Pontuadas | Canções Pontuadas |
| ---------------------------- | ----------------- | ----------------- | ----------------- | ----------------- | ----------------- | ----------------- | ----------------- | ----------------- | ----------------- | ----------------- | ----------------- | ----------------- |
| Júris                        | 1                 | 2                 | 3                 | 4                 | 5                 | 6                 | 7                 | 8                 | 9                 | 10                | 11                | 12                |
| Distrito de Aveiro           | 1                 | 0                 | 0                 | 5                 | 0                 | 0                 | 0                 | 0                 | 0                 | 0                 | 8                 | 1                 |
| Distrito de Beja             | 2                 | 0                 | 0                 | 5                 | 1                 | 0                 | 1                 | 0                 | 0                 | 1                 | 11                | 9                 |
| Distrito de Braga            | 4                 | 0                 | 0                 | 6                 | 1                 | 0                 | 5                 | 0                 | 0                 | 6                 | 14                | 9                 |
| Distrito de Bragança         | 9                 | 0                 | 0                 | 7                 | 3                 | 0                 | 6                 | 0                 | 0                 | 9                 | 15                | 11                |
| Distrito de Castelo Branco   | 14                | 0                 | 0                 | 10                | 3                 | 0                 | 9                 | 1                 | 0                 | 9                 | 18                | 11                |
| Distrito de Coimbra          | 16                | 0                 | 0                 | 10                | 3                 | 0                 | 9                 | 1                 | 0                 | 10                | 30                | 11                |
| Distrito de Évora            | 23                | 0                 | 0                 | 11                | 3                 | 0                 | 10                | 1                 | 0                 | 10                | 36                | 11                |
| Distrito de Faro             | 32                | 0                 | 0                 | 11                | 4                 | 0                 | 12                | 1                 | 0                 | 10                | 39                | 11                |
| Distrito de Guarda           | 40                | 0                 | 0                 | 14                | 4                 | 0                 | 15                | 1                 | 0                 | 10                | 40                | 11                |
| Distrito de Leiria           | 41                | 0                 | 0                 | 28                | 4                 | 0                 | 15                | 1                 | 0                 | 10                | 40                | 11                |
| Distrito de Lisboa           | 42                | 0                 | 0                 | 34                | 5                 | 1                 | 16                | 1                 | 0                 | 10                | 44                | 12                |
| Distrito de Portalegre       | 44                | 0                 | 0                 | 37                | 5                 | 1                 | 19                | 1                 | 0                 | 10                | 47                | 16                |
| Distrito de Porto            | 49                | 0                 | 0                 | 38                | 5                 | 1                 | 21                | 1                 | 0                 | 10                | 48                | 22                |
| Distrito de Santarém         | 52                | 0                 | 0                 | 40                | 6                 | 1                 | 22                | 2                 | 0                 | 11                | 52                | 24                |
| Distrito de Setúbal          | 58                | 0                 | 0                 | 44                | 6                 | 1                 | 27                | 2                 | 0                 | 11                | 52                | 24                |
| Distrito de Viana do Castelo | 67                | 0                 | 0                 | 44                | 6                 | 1                 | 30                | 2                 | 0                 | 11                | 55                | 24                |
| Distrito de Vila Real        | 77                | 0                 | 0                 | 45                | 6                 | 1                 | 30                | 2                 | 0                 | 11                | 56                | 27                |
| Distrito de Viseu            | 79                | 0                 | 0                 | 53                | 6                 | 2                 | 31                | 2                 | 0                 | 11                | 56                | 30                |
| Lugar                        | 1º                | 10º               | 10º               | 3º                | 7º                | 8º                | 4º                | 8º                | 10º               | 6º                | 2º                | 5º                |
| Júris                        | 1                 | 2                 | 3                 | 4                 | 5                 | 6                 | 7                 | 8                 | 9                 | 10                | 11                | 12                |
| Júris                        | Canções Pontuadas |                   |                   |                   |                   |                   |                   |                   |                   |                   |                   |                   |

### Maestros
Em baixo encontra-se a lista de maestros que conduziram a orquestra, na respectiva ordem de actuação.
| Canção                         | Maestro      |
| ------------------------------ | ------------ |
| "Oração"                       | Tavares Belo |
| "Foi sonho"                    | Tavares Belo |
| "Na tua carta"                 | Tavares Belo |
| "Olhos nos olhos"              | Tavares Belo |
| "Tirano Gentil"                | Tavares Belo |
| "Finalmente"                   | Tavares Belo |
| "Manhã"                        | Tavares Belo |
| "Amar é ressurgir"             | Tavares Belo |
| "Minha luz brilhou"            | Tavares Belo |
| "Para cantar Portugal"         | Tavares Belo |
| "Lindo par"                    | Tavares Belo |
| "Balada das palavras perdidas" | Tavares Belo |
| Maestro anfitrião              | Tavares Belo |

## Transmissão
| Área     | Canal | Comentadores     | Duração |
| -------- | ----- | ---------------- | ------- |
| Portugal | RTP1  | Sem comentadores | 1h15    |